# 下諾夫哥羅德站 (莫斯科地鐵)
下諾夫哥羅德站（羅馬化：Nizhegorodskaya）是俄羅斯莫斯科地鐵中大環線與內克拉索夫卡線的車站。車站在2020年3月27日啟用。
起初，車站將作為內克拉索夫卡線一部分運行，由內克拉索夫卡站至航空發動機站。大環線啟用時，內克拉索夫卡線列車將以此為總站，並以跨月台轉車站連接該線。

## 名稱
車站以其所在的街道命名。下諾夫哥羅德街以下諾夫哥羅德站命名，在1861年完工，1950年代關閉。

## 轉乘
此站可以出站轉乘莫斯科中央環線下諾夫哥羅德站。轉乘模式的概念來自下諾夫哥羅德地鐵的莫斯科站。